# Nándor Dáni
Nándor Dáni (Boedapest, 30 mei 1871 - aldaar, 31 december 1949) was een Hongaarse atleet, die gespecialiseerd was in de middellange afstand.
Dáni nam op de Olympische Spelen van 1896 deel aan de 800 m. De Hongaar had op dat moment een persoonlijk beste tijd van 2.05,4 op dit nummer achter zijn naam staan. In Athene veroverde hij met een tijd van 2.11,8 een zilveren medaille, op 0,8 seconden achterstand van de Australiër Teddy Flack.

## Palmares

### 800 m
- 1896:  OS - 2.11,8